# アルタエア (小惑星)

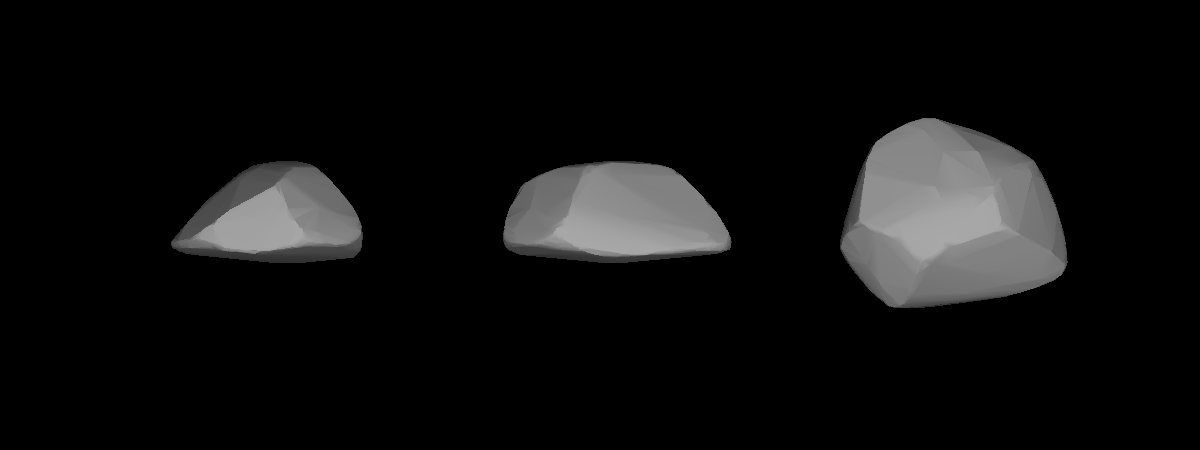
3Dモデル

アルタエア (119 Althaea) は、小惑星帯に位置する小惑星の一つで、S型小惑星に分類される。古在由秀は小規模な小惑星族を代表する小惑星としているが、研究者によってはその族のメンバーとされた小惑星を別の小惑星族に含める場合もある。
1872年4月3日にアメリカ合衆国の天文学者、ジェームズ・クレイグ・ワトソンにより発見され、ギリシア神話に登場するメレアグロスの母アルタイア（ラテン語ではアルタエア）の名にちなんで命名された。2002年に、一ヶ月おきに2度の掩蔽が観測された。